# Lucía Martín-Portugués
Lucía Martín-Portugués, née le 22 octobre 1990 à Villanueva de la Cañada, est une escrimeuse espagnole. Elle pratique le sabre. Elle a remporté deux tournois de la Coupe du monde d'escrime.

## Carrière
Elle commence la pratique de l'escrime à l'âge de sept ans, après une petite enfance plutôt consacrée à la danse classique, inspirée par son frère escrimeur. Le sabre féminin étant une discipline neuve comptant peu de pratiquantes, elle concourt essentiellement contre des garçons.
En juniors, elle obtient au cours de la saison 2007-2008 deux médailles en coupe du monde, d'argent à Logroño et de bronze à Dourdan et atteint la 13e place du classement mondial juniors. A l'âge de 17 ans, elle est diagnostiquée épileptique, condition au sujet de laquelle elle tente de sensibiliser le public. Dans la catégorie sénior et pendant de longues années, faute de résultat significatif, elle ne parvient pas à percer au plus haut niveau, stagnant entre 2016 et 2021 entre la 30e et la 50e place. 
Elle se révèle à 32 ans. Au cours de la saison 2021-2022, elle atteint à deux semaines d'intervalle la finale de la Coupe Acropolis d'Athènes où elle est battue par Anna Bashta (12-15) puis les demi-finales du tournoi d'Istanbul, avec des victoires contre Sugár Katinka Battai, Liza Pusztai et Anna Bashta précédant une courte défaite en demi-finale contre Manon Apithy-Brunet (13-15),.
Elle confirme, après ce bref pic de forme, en ouverture de la saison 2022-2023 en montant sur la première marche du podium du tournoi d'Alger, battant notamment Cécilia Berder et Theodóra Gkountoúra. Elle poursuit avec une médaille d'argent au Grand Prix de Tunis, prenant sa revanche sur Apithy-Brunet en quart de finale puis dominant Olha Kharlan en demi-finale, avant de céder contre Déspina Georgiádou en finale.
Durant la saison 2023-2024, elle réalise une très bonne opération dans la course à la qualification olympique, en gagnant le Grand Prix de Tunis et enregistrant une victoire contre Georgiádou, l'une de ses principales rivales pour l'obtention du sésame olympique.

## Classement en fin de saison
| Année | 2008 | 2009 | 2010 | 2011 | 2012 | 2013 | 2014 | 2015 | 2016 | 2017 | 2018 | 2019 | 2020 | 2021 | 2022 | 2023 |
| ----- | ---- | ---- | ---- | ---- | ---- | ---- | ---- | ---- | ---- | ---- | ---- | ---- | ---- | ---- | ---- | ---- |
| Rang  | 94   | 126  | 61   | 81   | 238  | 149  | 122  | 81   | 56   | 30   | 40   | 28   | 32   | 34   | 8    | 7    |

### Note
1. ↑  Le sabre féminin fait son entrée aux Championnats du monde en 1999